# Okręg Satu Mare
Satu Mare – okręg w północno-zachodniej Rumunii (Kriszana i fragment Marmaroszu), ze stolicą w mieście Satu Mare. W 2011 r. liczył 344 360 mieszkańców. Okręg ma powierzchnię 4418 km², a w 2002 r. gęstość zaludnienia wynosiła 83 os./km².

## Struktura narodowościowa
Według spisu ludności z roku 2011 okręg Satu Mare zamieszkiwały następujące narodowości:
- Rumuni - 54,6%
- Węgrzy - 32,7%
- Romowie - 5,0%
- Niemcy - 1,5%
- Ukraińcy - 0,389%
- Słowacy - 0,036%
- Włosi - 0,012%
- Żydzi - 0,010%
- Czangowie - 0,009%
- Czesi - 0,006%

## Miasta
- Satu Mare (węg. Szatmárnémeti)
- Carei (węg. Nagykároly)
- Negrești-Oaș (węg. Avasfelsőfalu)
- Tășnad (węg. Tasnád)
- Ardud (węg. Erdőd)
- Livada (węg. Sárköz).

## Gminy
- Acâș
- Agriș
- Andrid
- Apa
- Bătarci
- Beltiug
- Berveni
- Bixad
- Bârsău
- Bogdand
- Botiz
- Călinești-Oaș
- Cămărzana
- Cămin
- Căpleni
- Căuaș
- Cehal
- Certeze
- Ciumești
- Craidorolț
- Crucișor
- Culciu
- Doba
- Dorolț
- Foieni
- Gherța Mică
- Halmeu
- Hodod
- Homoroade
- Lazuri
- Medieșu Aurit
- Micula
- Moftin
- Odoreu
- Orașu Nou
- Păulești
- Petrești
- Pir
- Pișcolt
- Pomi
- Porumbești
- Racșa
- Sanislău
- Santău
- Săcășeni
- Săuca
- Socond
- Supur
- Tarna Mare
- Terebești
- Tiream
- Târșolț
- Turț
- Turulung
- Urziceni
- Valea Vinului
- Vama
- Vetiș
- Viile Satu Mare